# Kosinowo (Prostki)
Kosinowo (deutsch Andreaswalde) ist ein Dorf in der polnischen Woiwodschaft Ermland-Masuren, das zur Landgemeinde Prostki (Prostken) im Powiat Ełcki (Kreis Lyck) gehört.

## Geographische Lage
Kosinowo liegt im südlichen Osten der Woiwodschaft Ermland-Masuren, 30 Kilometer nordöstlich der früheren Kreisstadt Johannisburg (polnisch Pisz) und 13 Kilometer südwestlich der jetzigen Kreismetropole Ełk (deutsch Lyck).

## Geschichte
Seit 1465 wird das ursprünglich Jenzick, um 1540 Koschino, um 1560 Andershoffen, um 1785 Koszinowen und bis 1945 Andreaswalde genannte Gutsdorf erwähnt. Es gehörte zum Amt Rhein. Im Jahr 1666 gründete Samuel Przypkowski in Andreaswalde mit Exilanten aus Polen und Litauen eine unitarische Gemeinde, die bis in das 19. Jahrhundert hinein bestand. Nach seinem Tod in Königsberg wurde er 1670 in Andreaswalde beerdigt. Danach erwarb Stanislaus Sierakowski das Gut und siedelte es mit Glaubensflüchtlingen auf.
Von 1874 bis 1945 gehörte der Ort zum Amtsbezirk Monethen, der zum Kreis Johannisburg im Regierungsbezirk Gumbinnen (ab 1905: Regierungsbezirk Allenstein) in der preußischen Provinz Ostpreußen gehörte.
Zum Gutsbezirk Andreaswalde gehörten auch die Wohnplätze Legenthof und Postbotenhaus (Stand: 1905). Er verzeichnete im Jahre 1910 insgesamt 107 Einwohner. 
Aufgrund der Bestimmungen des Versailler Vertrags stimmte die Bevölkerung im Abstimmungsgebiet Allenstein, zu dem Andreaswalde gehörte, am 11. Juli 1920 über die weitere staatliche Zugehörigkeit zu Ostpreußen (und damit zu Deutschland) oder den Anschluss an Polen ab. In Andreaswalde stimmten 80 Einwohner für den Verbleib bei Ostpreußen, auf Polen entfiel keine Stimme.
Am 30. September 1928 schloss der Gutsbezirk Andreaswalde sich mit dem Gutsbezirk Köllmisch Rakowen (1938–1945 Köllmisch Rakau, polnisch Rakowo Małe) zur neuen Landgemeinde Andreaswalde zusammen. Die Einwohnerzahl stieg bis 1933 auf 144 und belief sich 1939 noch auf 133.
In Kriegsfolge wurde Andreaswalde 1945 mit dem gesamten südlichen Ostpreußen an Polen überstellt und trägt seither den polnischen Namen Kosinowo. Das Dorf ist heute Sitz eines Schulzenamtes (polnisch Sołectwo) und somit eine Ortschaft im Verbund der Landgemeinde Prostki (Prostken) im Powiat Ełcki (Kreis Lyck), bis 1998 der Woiwodschaft Suwałki, seither der Woiwodschaft Ermland-Masuren zugehörig.

## Religionen
Bis 1945 war Andreaswalde in die evangelische Kirche Baitkowen in der Kirchenprovinz Ostpreußen der Evangelischen Kirche der Altpreußischen Union sowie in die römisch-katholische Kirche in Johannisburg (polnisch Pisz) im Bistum Ermland eingepfarrt. 
Heute gehört Kosinowo katholischerseits zur Pfarrei Bajtkowo (Baitkowen, 1938–1945 Baitenberg) im Bistum Ełk der Römisch-katholischen Kirche in Polen. Die evangelischen Einwohner halten sich zur Kirchengemeinde in der Stadt Ełk, einer Filialgemeinde der Pfarrei in Pisz in der Diözese Masuren der Evangelisch-Augsburgischen Kirche in Polen.
Bis ins 19. Jahrhundert bestand am Ort auch eine unitarische Gemeinde.

## Persönlichkeiten
- Bogusław Radziwiłł (1620–1669), Statthalter des Kurfürsten Friedrich Wilhelm (Brandenburg) im Herzogtum Preußen, hatte die aus Polen ausgewiesenen Unitarier zur Ansiedlung in Andreaswalde eingeladen.
- Samuel Suchodolec (1649–1727), Angehöriger eines polnischen Adelsgeschlechts, Mathematiker und Kartograf in preußischen Diensten, wuchs in Andreaswalde auf, wohin sein Vater aus Glaubensgründen geflohen war.

## Verkehr
Kosinowo liegt verkehrsgünstig an der Woiwodschaftsstraße 667, die die beiden Regionen Ełk und Pisz sowie die Landesstraßen DK 65 und DK 58 miteinander verbindet. 
Die nächste Bahnstation ist Bajtkowo an der Bahnstrecke Olsztyn–Ełk (deutsch Allenstein–Lyck).